# Cuevas de Hotton
Las cuevas de Hotton (en francés: Grottes de Hotton); a veces llamadas las cuevas de las 1001 Noches (Grottes des 1001 Nuits) son un grupo de cuevas de espeleotemas cerca de Hotton en el país europeo de Bélgica, que fueron descubiertas en 1958 y tienen alrededor de 5 o 6 km de largo y 70 metros de profundidad. Una corriente llamada Sifón se desarrolla en el fondo de las cuevas. La cueva está incluida en el territorio de la provincia de Luxemburgo, en Valonia, al sur de Bélgica.